# Fatoumata Barry (femme politique)
Pour les articles homonymes, voir Barry.
Fatoumata Barry est une députée et femme politique guinéen.
Députée à l'Assemblée nationale, élu le 22 avril 2020 jusqu'au 5 septembre 2021.

## Parcours politique
Elle est membre du mouvement populaire démocratique de guinée (MPDG), de l'ancien députée Siaka Barry' président du parti,.
Députée aux comptes du MPDG aux élections législatives du 22 mars 2020, le 22 avril 2020 jusqu'au 5 septembre 2021,.